# أحمد (ديمتري) ماكاروف
أحمد (ديمتري) فيتالي ماكاروف (بالروسية: Макаров, Ахмад (Дмитрий) Витальевич) (مواليد 1969 في ماغادان، روسيا الاتحادية) باحث متخصص في علوم إثنولوجيا، رئيس قسم الشؤون الثقافية، ومسؤول إدارة العلاقات مع المنظمات العامة والمهاجرين، بالإدارة الدينية لمسلمي روسيا الاتحادية، منتج أفلام تسجيلية

## السيرة الذاتية
من مواليد 22 أبريل 1969 في مدينة أنادير، بمحافظة ماغادان. تلقى اسم «أحمد» عند الولادة بالتزامن مع اسم «ديمتري» من الوالدين (الأب من قومية - القوزاق الأور؛ الأم من قومية - التتار)، بعد الدراسة الثانوية التحق من سنة 1988-1992 بجامعة نوفوسيبيرسك الحكومية، كلية العلوم الإنسانية .
في الفترة الممتدة ما بين 1996 إلى 1997 شارك في دورة تدريبية في معهد اللغة العربية في جامعة «أم القرى» بمكة المكرمة (المملكة العربية السعودية)، ولدى عودته، تخصص في الفقه الحنفي،

## الأنشطة المهنية
في عام 1990 بدأ النشاط الإسلامي في بداية التسعينات حيث انتقل إلى مدينة موسكو أين بدأ العمل في المجال الخيري والاغاثي بالمنتدى الإسلامي الروسي،
في 1992 إلى غاية سنة 1993 أشرف على تنفيذ قوافل من المساعدات الإنسانية المخصصة لضحايا الحرب الأهلية في طاجيكستان.
ومن 1993-1995 قام بدور نشط في ترجمة ونشر الكتب الإسلامية وكتابة المقالات العلمية وعدة أعمال، كما أنتج وأخرج أول فيلم تسجيلي عن المسلمين الجدد من قومية الروس سنة 1994 م ثم تم تعينه سكرتير ومحرر في مركز التنسيق الأعلى للإدارات الدينية لمسلمي روسيا الاتحادية.
منذ عام 1995، بدأ العمل السياسي من خلال حركة النور كمسؤول عن الاعلام في الحركة، وكانت حركة «النور» قد شاركت في الانتخابات البرلمانية الروسية في ديسمبر 1995، حيث تحصلت حركة «النور» في إنغوشيا على (23.71 ٪، المركز الثاني بعد NDR)، وتحصلت على أكثر من 13 ٪ في الشيشان، و5٪، في تتارستان. بمجموع أقل من 1 % في عموم روسيا.
في 2006 -2011 نشر أكثر من 200 مقال في صحف ومجلات وبوابات إلكترونية مختلفة: مثل الفكر الحديث «باللغة روسية»، الحياة «باللغة روسية»، المدينة الإسلامية «باللغة روسية»، الحقيقة (منطقة سفيردلوفسك)«باللغة روسية»، الرائد (أوكرانيا)، المسلمون (السعودية)، مجلة الإسلام «باللغة روسية»..
في سنة 2013 أسس شركة إنتاج أفلام مستقلة (AT- film) يقع مقرها في موسكو..
ابتداء من مارس 2012 - إلى 2019 أنتج أكثر من 25 فيلم تسجيلي ضمن سلسلة أفلام (المسلمون الذين تفتخر بهم روسيا).